# Svinaře
Svinaře (en allemand : Ebersheid) est une commune du district de Beroun, dans la région de Bohême-Centrale, en République tchèque. Sa population s'élevait à 815 habitants en 2020.

## Géographie
Svinaře se trouve à 7 km à l'ouest-nord-ouest de Mníšek pod Brdy, à 11 km au sud-est de Beroun, à 11 km au sud-est de Beroun et à 28 km au sud-ouest de Prague.
La commune est limitée par Zadní Třebaň et Řevnice à l'est, par Dobříš au sud, et par Skuhrov à l'ouest et par Liteň au nord-ouest et au nord.

## Histoire
La première mention écrite de la localité date de 1088.